# Speed Up
Das Lightech Speed Up Team ist ein italienisches Motorradsport-Team aus Lugo di Vicenza von Luca Boscoscuro, das von 2010 bis 2012 sowie seit 2014 in der Motorrad-Weltmeisterschaft antritt. Das Team fährt stets mit eigenen Motorrädern an (die bis einschließlich 2020 auch den Namen Speed Up trugen, ab 2021 jedoch auf den Namen Boscoscuro wechselt), mit Unterbrechung 2011, als die Fahrer mit Material von FTR antraten.
Die Speed Up-Fahrer 2025 sind Celestino Vietti und Alonso López. Bislang erzielte das Team insgesamt 16 Siege.

## Fahrer
- 2010: Andrea Iannone, Gábor Talmácsi
- 2011: Pol Espargaró, Valentin Debise
- 2012: Mike Di Meglio, Alessandro Andreozzi
- 2014: Sam Lowes
- 2015: Sam Lowes
- 2016: Simone Corsi
- 2017: Simone Corsi, Axel Bassani, Ricard Cardús, Augusto Fernández
- 2018: Fabio Quartararo, Danny Kent, Edgar Pons, Tommaso Marcon
- 2019: Fabio Di Giannantonio, Jorge Navarro
- 2020: Fabio Di Giannantonio, Jorge Navarro
- 2021: Yari Montella, Jorge Navarro, Alonso López, Fermín Aldeguer
- 2022: Romano Fenati, Fermín Aldeguer, Alonso López
- 2023: Fermín Aldeguer, Alonso López
- 2024: Fermín Aldeguer, Alonso López
- 2025: Alonso López, Celestino Vietti

## Statistik

### Moto2-Team-WM-Ergebnisse (seit 2018)
- 2018 – Siebter
- 2019 – Fünfter
- 2020 – Neunter
- 2021 – Zehnter
- 2022 – Sechster
- 2023 – Zweiter
- 2024 – Zweiter

### Grand-Prix-Siege
| Saison | Rennen |                                                         |
| ------ | ------ | ------------------------------------------------------- |
| 2010   | Moto2  | Italien Niederlande Japan                               |
| 2015   | Moto2  | USA-Texas                                               |
| 2018   | Moto2  | Katalonien                                              |
| 2022   | Moto2  | San Marino Australien                                   |
| 2023   | Moto2  | Vereinigtes Konigreich Thailand Malaysia Katar Valencia |
| 2024   | Moto2  | Katar Spanien Deutschland Australien                    |